# اوتهل
اوتهل (به انگلیسی: Uthal) یک منطقهٔ مسکونی در پاکستان است که در ناحیه لسبیله واقع شده‌است.